# Salvia lycioides
Salvia lycioides es una especie de planta perenne de la familia de las lamiáceas. Es originaria del oeste de Texas y Nuevo México en los Estados Unidos, y en México en el estado de San Luis Potosí donde crece en las colinas de piedra caliza y cañones superiores a 5.000 pies de altitud. 

## Descripción
Salvia lycioides alcanza un tamaño de 1-1,5 metros de altura y anchura, en expansión con muchas ramas que crecen fuera de su base. Las pequeñas flores de color verde cubren la planta, tienen menos de 3 cm de largo y 12 mm de ancho y son de hoja perenne en un clima templado. Las brillantes flores de color aciano azul florecen sobre todo en la primavera y el otoño, cuando las noches son más frías, con escasa floración durante el verano.

## Taxonomía
Salvia lycioides fue descrita por Asa Gray y publicado en Proceedings of the American Academy of Arts and Sciences 21(2): 408. 1886.
Etimología
Ver: Salvia
lycioides: epíteto derivado del griego antiguo, que se refiere al parecido de la planta con Lycium , un género de la familia de las solanáceas.
Sinonimia
- Salvia ramosissima Fernald[4][5]